# Крицкий, Александр Александрович
Александр Александрович Кри́цкий (1888 — 1982) — участник Белого движения на Юге России, полковник.

## Биография
Из потомственных дворян Полтавской губернии.
Окончил 1-й Московский кадетский корпус (1908) и Елисаветградское кавалерийское училище (1910), откуда выпущен был корнетом в 15-й уланский Татарский полк. Произведен в поручики 10 сентября 1913 года.
В Первую мировую войну вступил в рядах татарских улан. Был дважды ранен, за боевые отличия награжден несколькими орденами, в том числе орденом Св. Анны 4-й степени с надписью «за храбрость». Произведен в штабс-ротмистры 12 марта 1916 года, в ротмистры — 14 марта 1917 года.
С началом Гражданской войны прибыл на Дон в Добровольческую армию. Участвовал в 1-м Кубанском походе: в январе 1918 года — командир взвода в 1-м кавалерийском дивизионе, с 8 февраля — командир 1-го эскадрона, с марта того же года — в 1-м конном полку. Произведен в полковники 20 августа 1919 года. В Русской армии состоял в 3-м кавалерийском полку, затем был помощником командира 2-го кавалерийского полка. Награждён орденом Св. Николая Чудотворца. Эвакуировался из Крыма на корабле «Аю-Даг».
В эмиграции в Югославии, работал машинистом и механиком. После Второй мировой войны переехал в США. Состоял членом Общества галлиполийцев. Умер в 1982 году в Нью-Йорке. Его жена Ольга Николаевна (1889—1981).

## Награды
- Орден Святой Анны 4-й ст. с надписью «за храбрость» (ВП 25.12.1914)
- Орден Святого Владимира 4-й ст. с мечами и бантом (ВП 31.05.1915)
- Орден Святого Станислава 3-й ст. с мечами и бантом (ВП 12.12.1915)
- Орден Святой Анны 3-й ст. с мечами и бантом (ВП 28.04.1916)
- Орден Святителя Николая Чудотворца (Приказ Главнокомандующего № 249, 31 октября 1921)

## Публикации
- История 1-го кавалерийского «Полковника Гершельмана» дивизиона // Вестник первопоходника, № 5. — 1962.